# Конрад фон Фуссесбруннен
Конра́д фон Фуссесбру́ннен (нем. Konrad von Fußesbrunnen) — немецкий поэт эпохи расцвета средневековой поэзии, живший в начале XIII века.
Написал поэму о детстве Иисуса по апокрифическому евангелию от Матфея. Хорошее критическое издание этого стихотворения сделано Kochendörffer’ом (Страсбург, 1881, в «Quellen und Forschungen zur Sprach- u. Culturgeschichte d. germanischen Völker», XLIII).